# اچ‌ام‌اس باکسر (۱۸۹۴)
اچ‌ام‌اس باکسر (۱۸۹۴) (به انگلیسی: HMS Boxer (1894)) یک کشتی بود که طول آن ۲۰۰ فوت (۶۱ متر) بود. این کشتی در سال ۱۸۹۴ ساخته شد.